# Bilbeis
Bilbeis (o Bilbays) és una antiga ciutat al sud-est del delta del Nil a Egipte. Fou sempre una fortalesa. El nom deriva del copte Phelbes. Els àrabs l'anomenaren també Bilbis.
Ocupada pels musulmans, hi van construir una mesquita el 640 que es va renovar sota el mameluc Bàybars I (mesquita de l'emir Al-Geish). El 1163 el visir fatimita Xàwar va prendre el poder; al cap de nou mesos fou enderrocat pel seu lloctinent Dirgham; Amalric I de Jerusalem va atacar Bilbeis i la va assetjar, però l'estiu els egipcis van obrir els dics del Nil i va perdre part de l'exèrcit havent de retirar-se humiliat.
Amb el consentiment de Nur ad-Din, Shirkuh, l'oncle de Saladí, va dirigir una expedició a Egipte i el 24 d'abril de 1164 va ocupar Bilbeis, arribant al Caire l'1 de maig, on va enderrocar a Dirgham i va restaurar a Xàwar que fou confirmat pel califa, però una vegada en el poder va rebutjar obeir a Nur ad-Din i va intentar forçar el retorn de Shirkuh cap a Síria. Com que no ho va aconseguir, va demanar l'ajut d'Amauri de Jerusalem. Shirkuh es va fer fort a Bilbeis. Com a maniobra de distracció va organitzar un atac d'emirs a l'altre flanc, a Harim, prop d'Antioquia on l'11 d'agost deu mil francs van morir a una batalla. Un compromís entre Amauri i Shirkuh concertat a Bilbeis va establir que els dos exèrcits es retirarien; però el pacte de Xàwar amb Amauri va incitar Nur ad-Din a autoritzar una nova expedició de Shirkuh que va arribar a Egipte el gener del 1167; la batalla contra Xàwar es va lliurar prop de les piràmides, a Al-Babein, el 18 de març i la victòria fou per Shirkuh; Amauri, que combatia al costat de Xàwar, va poder arribar al Caire i reunir-se amb els gros de les seves forces mentre Shirkuh va entrar a Alexandria. Poc després un acord va establir que Amauri i Shirkuh es retirarien d'Egipte. Xàwar havia de pagar cent mil dinars cada any a Amauri, però aquest tribut, exagerat, va provocar la revolta del camperols el 1168. Amauri va assetjar Bilbeis, i va entrar a la ciutat el dia de tots sants (1 de novembre) i va fer una matança indiscriminada dels seus habitants musulmans; això els va fer perdre el suport dels coptes, que fins llavors els havien donat suport. Al mateix temps Xàwar va fer cremar els barris vells del Caire; l'incendi va durar 58 dies; fou llavors el mateix califa qui va demanar ajut a Nur ad-Din contra el seu visir. El gener de 1169 Shirkuh i el seu nebot Saladí van entrar al Caire i Saladí va executar a Xàwar.
El 1798 la ciutat fou fortificada per ordre de Napoleó.
Fou la capital tradicional de la província de Sharkiyya fins al segle xix quan fou substituïda per Zakazik.